# Confederación de Organizaciones Campesinas e Indígenas de la Región Amazónica del Ecuador
La Confederación de Organizaciones Campesinas e Indígenas de la Región Amazónica del Ecuador (COCARAE) es una organización de la Amazonia Ecuatoriana, formando una red de alcance nacional conformada por Organizaciones de primer y segundo grado en todo el Ecuador, que es la corporación de organizaciones agroartesanales sustentables y sostenibles del Ecuador.
CONFOCAS-E (Confederación de Organizaciones Campesinas Agroartesanales Sustentables del Ecuador); promueve el debate y la generación de propuestas técnicas y políticas de desarrollo humano, social, agroecológico, agroindustrial, para lo cual brinda capacitación, asesoría técnica.
Además impulsa la investigación y difusión de información sobre agroecología y agroindustrialización, uso y manejo de recursos naturales, desarrollo sostenible y desarrollo estructural del país.